# Печигори

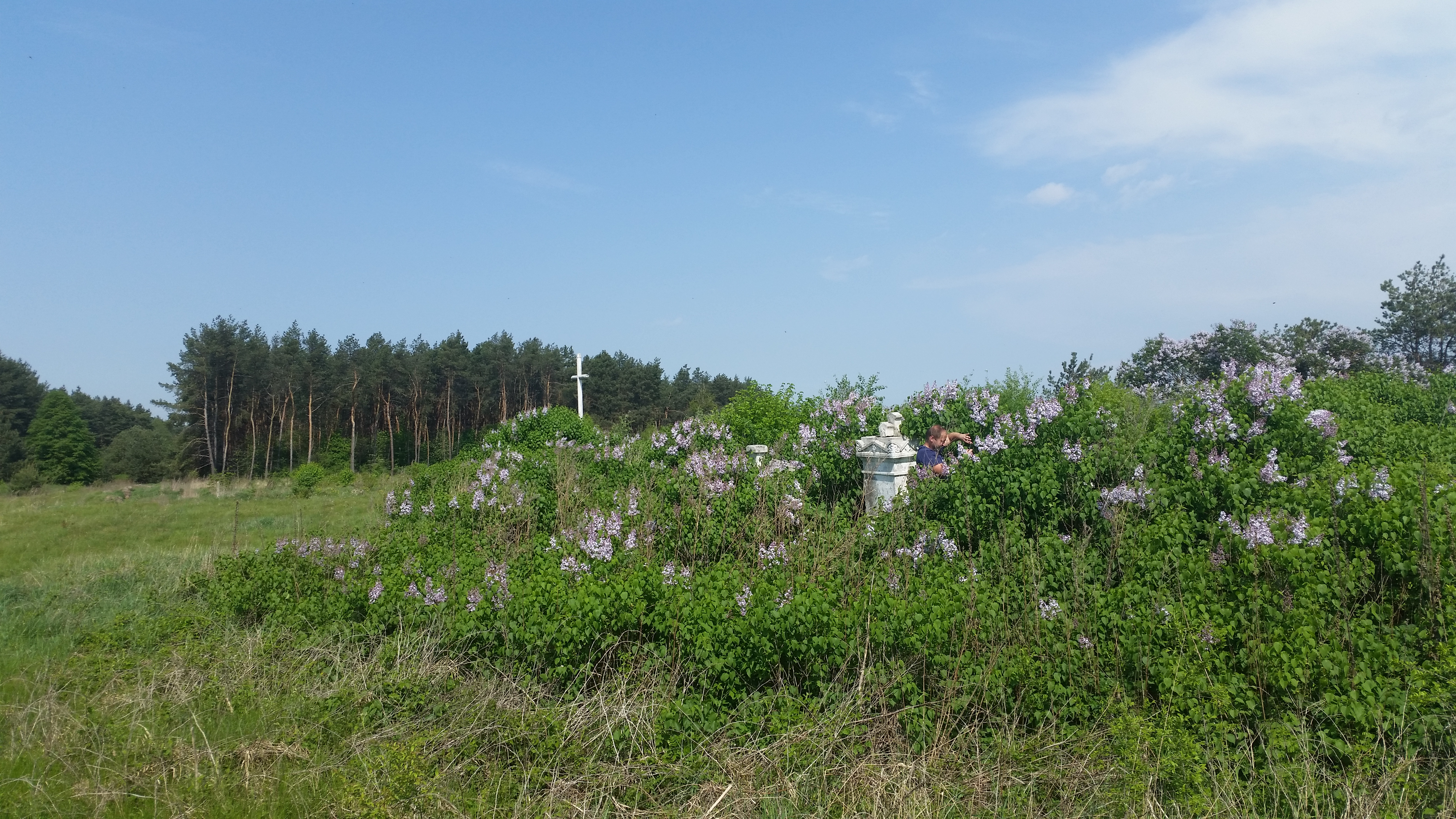
Цвинтар в с. Печигори, 2018 р.

Печигори — колишнє село в Сокальському районі Львівської області, яке було ліквідоване у 1975 р.

## Історія
У 1772 р. після першого поділу Польщі село ввійшло до провінції Королівство Галичини та Володимирії імперії Габсбургів. У 1880 р. налічувалось 165 мешканців в селі та 41 у панському дворі (переважно греко-католики за винятком 36 римо-католиків). Село належало до Сокальського повіту.
У Першу світову війну в 1914—1915 рр. село зазнало великих втрат і було майже все знищене. Під селом йшли криваві бої між військами царської Росії і Австро-Угорщини, під час яких загинуло багато солдат. Понад 150 загиблих австрійських вояків поховали на цвинтарі.
Після розпаду Австро-Угорщини і утворення 1 листопада 1918 р. Західноукраїнської Народної Республіки це переважно населене українцями село було окуповане Польщею в ході кривавої війни. Печигори було національно-свідомим селом. У 1918—1919 рр захищати ЗУНР в УГА пішли півтора десятка чоловіків, 6 з них загинули.
У 1919 р. Польща знову окупувала Галичину, жителі села вкотре взялися за його відбудову. На початку 1930-х рр. тут налічувалося 33 хати. Діти ходили до школи в с. Старгород. Поляки заселяли завойовані українські землі колоністами-мазурами, яким давали землю і пільгові кредити, вони жили в колоніях, де налічувалось понад 30 дворів, мали свою школу, ходили молитися в костел с. Войславичі. Хоч польська влада утискала права українців, люди протиставили їй національну свідомість і згуртованість. Українське населення мало свою невеличку церкву, хату-читальню, осередок «Просвіти». На 1.01.1939 р. в селі було 500 мешканців (з них 270 українців-грекокатоликів, 80 українців-римокатоликів, 150 польських колоністів міжвоєнного періоду). Село входило до ґміни Скоморохи Сокальського повіту Львівського воєводства.
26 вересня 1939 р. Червона армія зайняла село, оскільки за пактом Ріббентропа-Молотова воно належало до радянської зони впливу. Однак за Договом про дружбу та кордон між СРСР та Німеччиною Сталін обміняв Закерзоння на Литву і на початку жовтня територія села знову була окупована німцями. Кількох жителів вивезли на примусові роботи в Німеччину. Це були роки українсько-польського протистояння. Багато печигорців вступили в ОУН, пішли воювати в УПА, боролися проти поневолювачів: Ярослав Лящук, Ярослав Шеремета, Михайло Шостак, Михайло Павлусь, Юстин Походило, Дмитро Бень, Ярослав Бень, Петро Дукельський та інші. В липні 1944 р. радянські війська оволоділи цією територією. За Люблінською угодою 1944 р. Західна Сокальщина разом із Печигорами відійшла до Польщі. Жителі села потерпали від облав військ НКВС, наскоків радянських прикордонників з с. Джир, польських банд, від яких страждали і гинули люди.
25 квітня 1946 р. печигорців примусово переселили в Тернопільську область, у селі залишилися польські колоністи. 6-15 липня 1947 року під час операції «Вісла» польська армія виселила з Печигір на щойно приєднані до Польщі північно-західні терени 14 українців. У селі залишилося 12 поляків.
За радянсько-польським обміном територіями 15 лютого 1951 року село передане до УРСР, а частина польського населення переселена до Нижньо-Устрицького району, включеного до складу ПНР. Село Печигори заселили переселенцями з Карпат, з території Польщі. Ті, коли приїхали, застали тільки чотири вцілілі хати, бо все було розграбоване, знищене. Однак переселенцям будуватися не дозволяли. З 1953 р. почали повертатися корінні жителі, але поселятися в селі влада їм також не дозволяла.
В 1960-х рр. зруйнували церкву, а матеріал використали на будівництво клубу в с. Пісочне. 1975 р. село Печигори знищили, стерли з лиця землі та географічної карти.
З 2006 р. жителі навколишніх сіл та жителі-вихідці з с. Печигори збираються 8 листопада, на Дмитра (колись в селі цього дня був престольний празник), на місці церкви, щоб вшанувати пам'ять села та тих, хто боровся за волю України, які загинули, повмирали.

## Церква
В селі була дерев'яна церква св. Вмч. Димитрія, збудована в 1845 р. Належала до парафії Войславичі Варяжського деканату Перемишльської єпархії УГКЦ. Зруйнована в 1960-х роках.